# Länsrätten i Södermanlands län
Länsrätten i Södermanlands län var en av Sveriges länsrätter. Dess domkrets omfattade Södermanlands län. Kansliort var Nyköping. Länsrätten i Södermanlands län låg under Kammarrätten i Stockholm.

## Domkrets
Eftersom Länsrättens i Södermanlands län domkrets bestod av Södermanlands län, omfattade den Eskilstuna, Flens, Gnesta, Katrineholms, Nyköpings, Strängnäs, Trosa och Vingåkers kommuner. Beslut av kommunala myndigheter i dessa kommuner överklagades som regel till Länsrätten i Södermanlands län. Mål om offentlighet och sekretess överklagades dock direkt till Kammarrätten i Stockholm.
Södermanlands län hör från den 15 februari 2010 till domkretsen för Förvaltningsrätten i Linköping.